# جوجا ناغي
جوجا ناغي (بالمجرية: Nagy Zsuzsanna)‏ هي لاعبة جمباز فني مجرية، ولدت في 14 نوفمبر 1951 في بودابست في المجر.

## وصلات خارجية
- جوجا ناغي على موقع أوليمبيديا (الإنجليزية)
- جوجا ناغي على موقع اللجنة الأولمبية المجرية (الهنغارية)